# Jules-Albert de Dion
Jules-Albert de Dion (Nantes, 10 de marzo de 1856 - París, 19 de agosto de 1946) fue un pionero de la industria automovilística en Francia y político francés.
Fundó la empresa automovilística y ferroviaria De Dion-Bouton en 1883 con su socio Georges Bouton, y desarrolló una intensa actividad en el mundo político, editorial y en la naciente organización de certámenes deportivos.

## Biografía

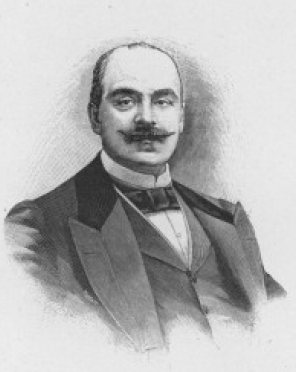
Retrato de Jules-Albert de Dion

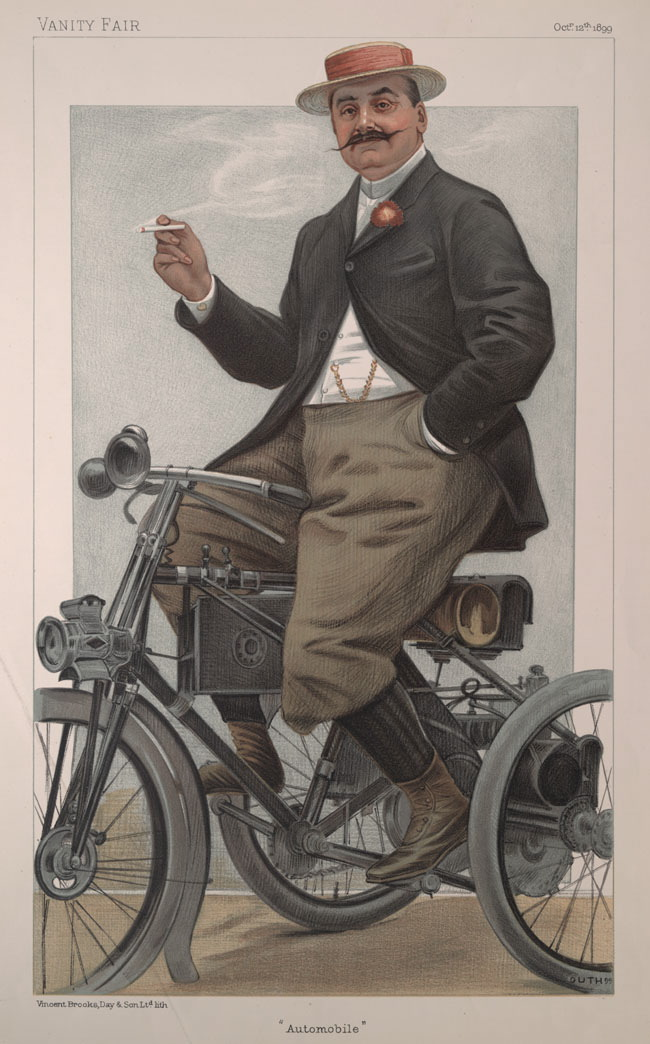
Automóvil, caricatura por Guth publicada en Vanity Fair en 1899

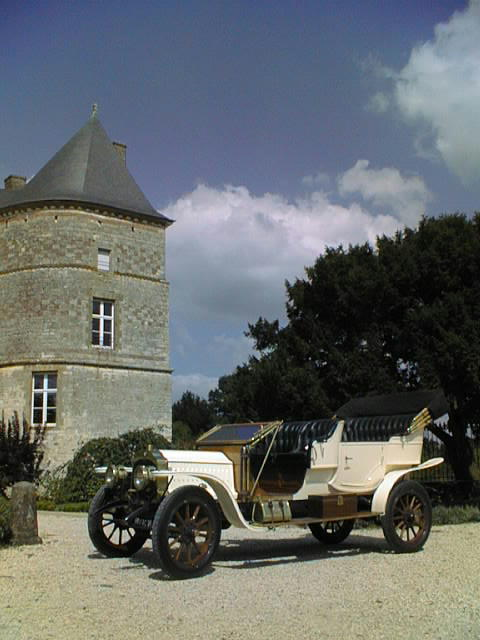
Doble phaéton 1911

Heredero de una destacada familia de la nobleza francesa. Primero conde, y después marqués (a la muerte de su padre Louis Albert Guillaume Joseph de Dion de Wandonne en 1901). Socialmente bien relacionado, tenía fama de duelista experto.
Entre sus intereses figuraba la mecánica, lo que le permitió conocer casi por casualidad a los ingenieros Georges Bouton y a su cuñado Charles Trépardoux, que regentaban una pequeña tienda de juguetes científicos en París. De este afortunado encuentro surgiría la prestigiosa marca de automóviles que llevó su nombre: De Dion-Bouton. Inventos mecánicos como el eje De Dion están ligados a su fábrica.
También destacó desde 1887 como organizador de pruebas deportivas automovilísticas, relacionadas con publicaciones dedicadas a este deporte como la revista Le Vélocipède Illustré. Fue fundador de la revista  L'Auto (actualmente L'Equipe), y cofundador del Salón del Automóvil de París.
En política, se caracterizó por sus posiciones conservadoras. En el famoso caso Dreyfus (que agitó la conciencia de la sociedad francesa a comienzos del siglo XX), mantuvo una postura especialmente intransigente.
Murió en 1946, a los 90 años de edad. Su sepultura se encuentra en el cementerio de Montparnasse en París. Existe una placa conmemorativa en la capilla funeraria de la familia, en el pueblo de Wandonne (comuna de Audincthun) en el departamento del Paso de Calais. Residía en el castillo de Maubreuil, en Carquefou.

## El político
- Consejero general del cantón de Carquefou de 1899 a 1934
- Diputado del departamento del Loira-Inferior de 1902 a 1923. Ocupó un escaño ultraconservador, fue detractor de Dreyfuss y ardiente defensor de la Iglesia católica. Incluso fue arrestado durante la expulsión de las congregaciones religiosas de Francia.
- Senador por el departamento de Loira-Inferior de 1923 a 1940. Se abstiene durante el voto para dar plenos poderes al mariscal Pétain del 10 de julio de 1940, y proclama el deber imperioso de resistir después del armisticio[6] ante Alemania.

- El caso Dreyfus y sus repercusiones

Las raíces tanto de la carrera ciclista del Tour de Francia como del diario deportivo L'Auto (actualmente L'Équipe), se remontan al caso Dreyfus, en concreto, a la actitud apasionada de De Dion y a sus acciones al respecto.
En 1899, las opiniones sobre el caso Dreyfus se radicalizaron, y hubo manifestaciones por ambas partes. El historiador Eugen Weber describió un altercado en el hipódromo de París, en el que el presidente de Francia (Émile Loubet) fue golpeado en la cabeza por un bastón manejado por De Dion, quien tuvo que pasar 15 días en la cárcel y fue multado con 100 francos. Su comportamiento fue muy criticado por Le Vélo, el mayor diario deportivo en Francia, y su editor partidario de Dreyfus, Pierre Giffard . El resultado fue que de Dion retiró toda su publicidad del periódico, y en 1900 lideró un grupo de fabricantes ricos anti-Dreyfus, como Adolphe Clément-Bayard, para fundar L'Auto-Velo y competir directamente con Le Vélo. Después de un cambio de nombre forzado en los tribunales, L'Auto creó la carrera ciclista del Tour de Francia en 1903 para impulsar las ventas del diario.

## El constructor de automóviles y de automotores ferroviarios
De Dion, con sus socios Georges Bouton y Charles Trépardoux, fundó la sociedad automovilística De Dion-Bouton en Puteaux, en 1883. Esta sociedad fue durante un pequeño período de tiempo el mayor fabricante automovilístico del mundo. Después, tras la Primera Guerra Mundial, fue el principal fabricante francés de automotores ferroviarios. Colaboró sobre todo con Raoul Perpère, ingeniero, geólogo, e inventor, que puso a punto el primer embrague de la historia del automóvil.

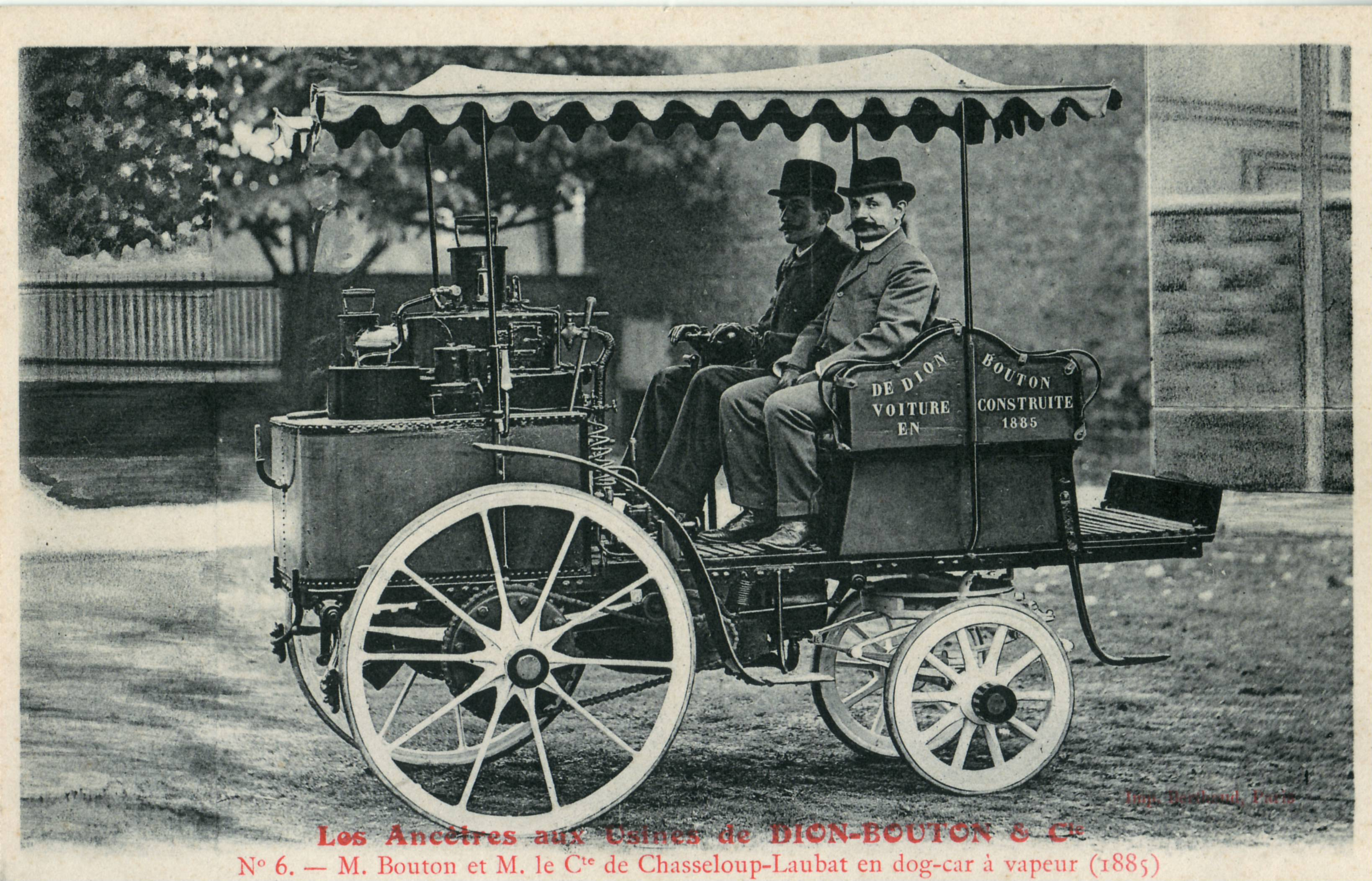
Georges Bouton (izda) y el conde de Chasseloup-Laubat, en un dog-car a vapor Trépardoux & Co. (1885)
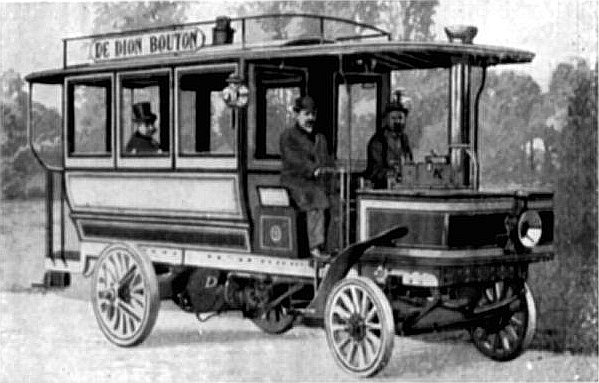
Autobús a vapor (hacia 1911)
Automóvil tipo M11 (1901)
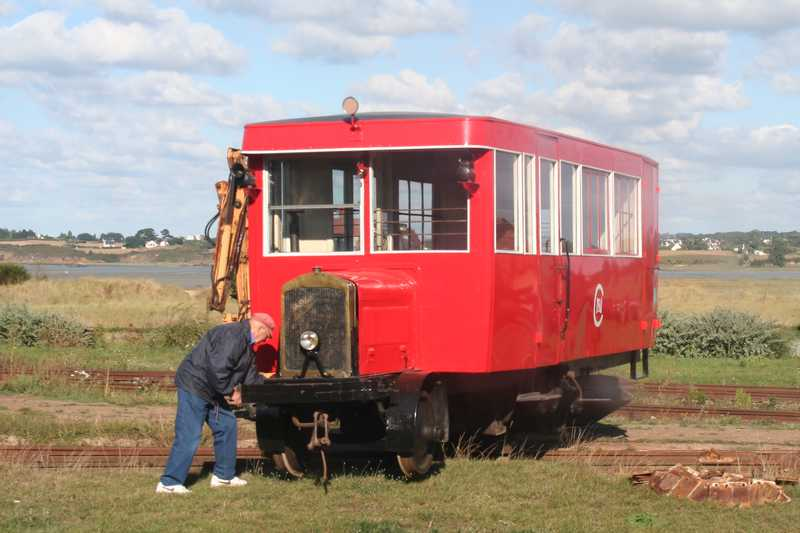
Automotor tipo JM4, conservado por l'AMTUIR
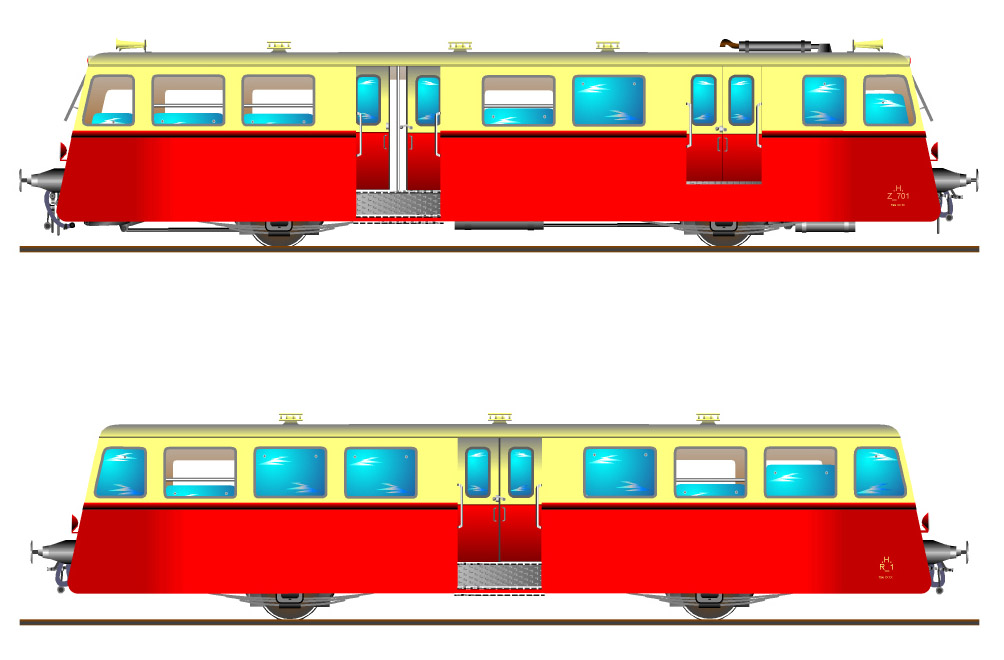
Automotor Z-101 con su vagón R-1

## Deportes automovilísticos
El 28 de abril de 1887, tres triciclos a vapor de Dion-Bouton circularon entre el Puente de Neuilly y Versalles. Georges Bouton llegó el primero después de más de 30 kilómetros recorridos a una velocidad media de cerca de 30 kilómetros por hora, al cabo de un poco más de una hora en la carretera.
El conde Jules de Dion entra en la historia automovilística siete años más tarde, logrando el segundo premio de la primera competición automovilística de la historia, la carrera París-Rouen disputada el 22 de julio de 1894, sobre un De Dion-Bouton. Participó también en la París-Burdeos-París de 1895 y en la París-Marsella-París de 1896. Terminó igualmente segundo en la París-Dieppe del 24 de julio de 1897 (vencedor de su clase), así como cuarto clasificado en la París-Trouville del 18 de agosto del mismo año.
Fue cofundador del Salón del Automóvil de 1898, así como cofundador del Automóvil Club de Francia y del Aéro-Club de Francia en el mismo año.
Creó el periódico L'Auto en 1900. Durante el mismo año, del 14 de mayo al 16 de octubre, es vicepresidente ejecutivo de la Comisión de los concursos celebrados en la especialidad Automovilismo (coches, coches ligeros y motocicletas sobre todo) de la sección dedicada a los Deportes de la Exposición Universal de 1900 -no reconocidos oficialmente por el comité olímpico-, durante el año de los Juegos Olímpicos de verano de 1900, incluyendo en julio la carrera de velocidad de cuatro días París-Toulouse-París. Obtiene una placa de oro de la Exposición en vehículos de "peso ligero" (coches ligeros de potencia reducida) el 16 de octubre. Las pruebas se desarrollaron del 17 al 22 de septiembre. También obtiene otras dos  placas de oro en vehículos de "peso pesado" con un ómnibus y un camión a vapor (concurso del 8 al 13 de octubre).